# کودکان غمگین
کودکان غمگین (انگلیسی: Children of Sorrow) یک فیلم سینمایی آمریکایی ترسناک به کارگردانی جوردان مک کلور و بخشی از محصولات کمپانی افتر دارک فیلمز محصول سال ۲۰۱۲ است. این فیلم در تاریخ ۶ اکتبر ۲۰۱۲ در جشنواره فیلم ترسناک ساکرامنتو اکران جهانی داشت و در تاریخ ۴ مارس ۲۰۱۴ به صورت نسخه دی وی دی منتشر شد.